# Osaka International 2009
Die Osaka International 2009 im Badminton fanden vom 1. bis zum 5. April 2009 in der Präfektur Osaka statt.

## Medaillengewinner
| Disziplin    | Gold                             | Silber                              | Bronze                         |
| ------------ | -------------------------------- | ----------------------------------- | ------------------------------ |
| Herreneinzel | Lee Cheol-ho                     | Son Wan-ho                          | Kim Sa-rang                    |
| Herreneinzel | Lee Cheol-ho                     | Son Wan-ho                          | Jang Young-soo                 |
| Dameneinzel  | Ai Goto                          | Kim Moon-hi                         | Sachiyo Imai                   |
| Dameneinzel  | Ai Goto                          | Kim Moon-hi                         | Sung Ji-hyun                   |
| Herrendoppel | Yoshiteru Hirobe Hajime Komiyama | Hirokatsu Hashimoto Noriyasu Hirata | Kenichi Hayakawa Kenta Kazuno  |
| Herrendoppel | Yoshiteru Hirobe Hajime Komiyama | Hirokatsu Hashimoto Noriyasu Hirata | Yuya Komatsuzaki Ryota Taohata |
| Damendoppel  | Misaki Matsutomo Ayaka Takahashi | Kaori Mori Aya Wakisaka             | Mizuki Fujii Reika Kakiiwa     |
| Damendoppel  | Misaki Matsutomo Ayaka Takahashi | Kaori Mori Aya Wakisaka             | Naoko Fukuman Sayaka Takahashi |
| Mixed        | Hsieh Yu-hsing Chien Yu-chin     | Noriyasu Hirata Shizuka Matsuo      | Ryota Taohata Ayaka Takahashi  |
| Mixed        | Hsieh Yu-hsing Chien Yu-chin     | Noriyasu Hirata Shizuka Matsuo      | Hirokatsu Hashimoto Mami Naito |